# Ordre des Minimes

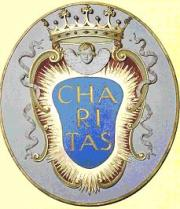
Blason de l'ordre avec la devise Charitas (caritas = charité).

Pour les articles homonymes, voir Minimes.
L'ordre des Minimes (abrégé en O.M.), en latin Ordo Minimorum, c’est-à-dire « les tout petits », est un institut religieux de pénitents de spiritualité pénitentielle[pas clair], fondé en 1436 par François de Paule et approuvé en 1474 par les autorités ecclésiastiques[Qui ?].
À l'exemple du fondateur, les prêtres et frères minimes cherchent à vivre une vie de pénitence perpétuelle[Quoi ?] dans un grand dépouillement évangélique[Quoi ?]. Ils en font leur forme d'apostolat, par la prédication et le ministère de la réconciliation[pas clair]. Ils étaient anciennement appelés en français Les Bons Hommes. Ils sont aujourd'hui 180, dont 112 prêtres, surtout présents en Italie[Quand ?].

## Histoire

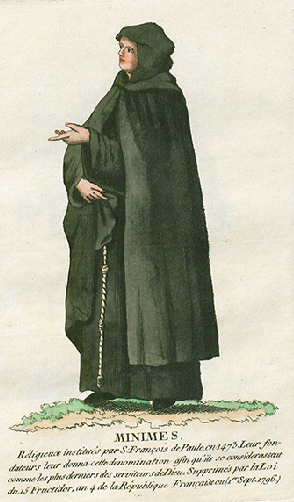
Minimes.

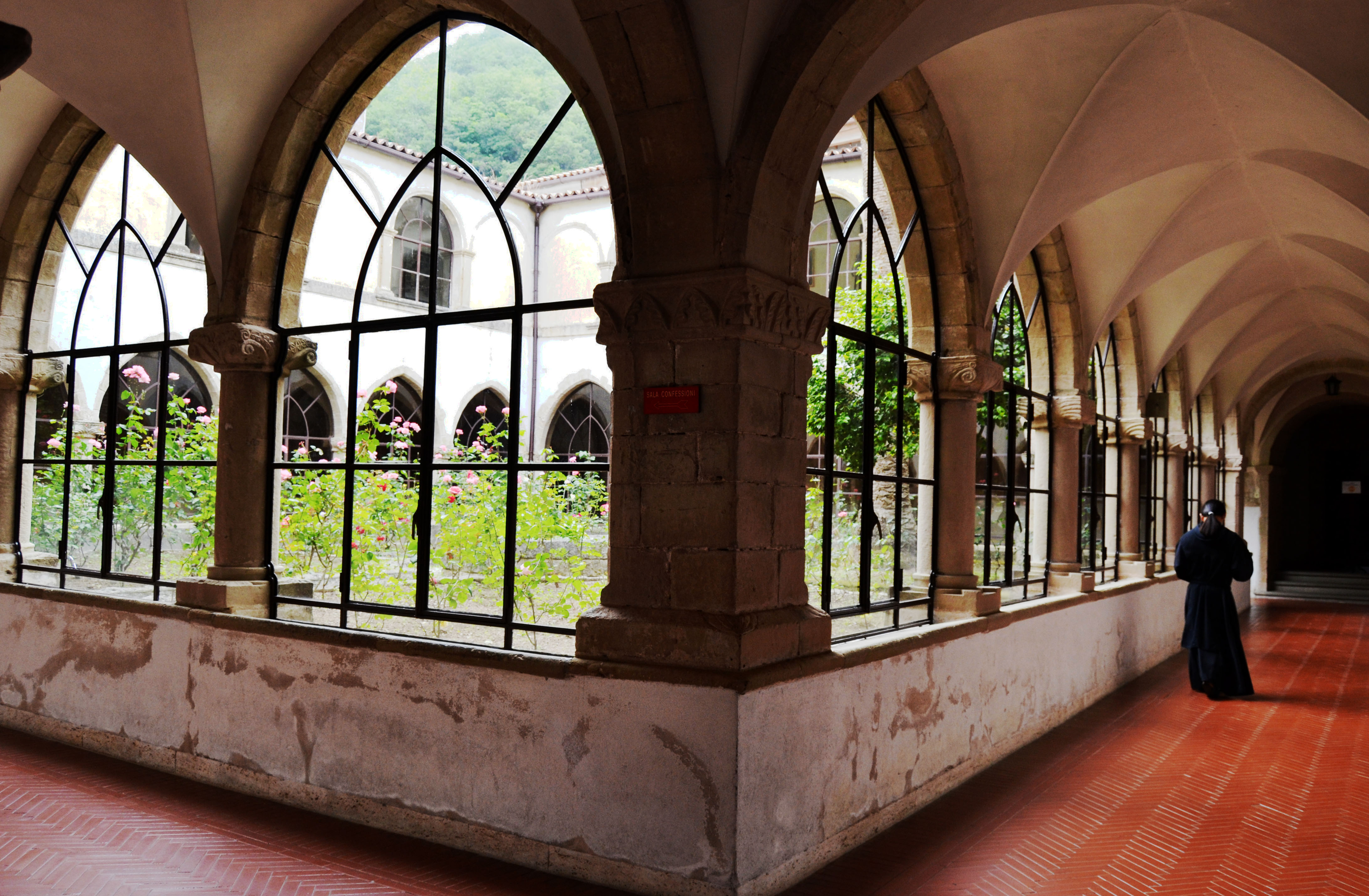
Cloître du couvent des Minimes à Paola (Paule) en Calabre, toujours en possession de l'ordre.

S’étant retiré pour une vie d'ermite, saint François de Paule (né vers 1416 à Paola (ou Paule), en Calabre) attire des disciples qu’il regroupe en leur donnant le nom le plus modeste possible. Bien qu'ermites de vocation, leur spiritualité est franciscaine. Ils se considèrent comme les « plus petits dans la maison de Dieu », c'est-à-dire les tout petits frères (« minimes », les franciscains étant quant à eux « mineurs »). Leur constitutions (le Concile de Latran IV en 1215 interdisant de créer de nouvelles « règles » religieuses) est d’une extrême austérité.
Les religieux Minimes portent une tunique de drap noir à larges manches, un court scapulaire avec un capuchon rond. La tunique et le scapulaire sont serrés par un cordon de laine noire à quatre nœuds qui symbolisent selon la règle de l'ordre, les 4 vœux : chasteté, pauvreté, obéissance, jeûne de carême.
Ils essaiment à l'origine en Calabre et en Sicile. Ils s’imposent alors une vie rigoureuse en ajoutant aux trois vœux de chasteté, obéissance et pauvreté celui de la vie de carême, s'interdisant pour toute leur vie de manger viande, lait et œufs.
L'ordre est approuvé par le pape Sixte IV en 1474, avec tous les « privilèges » des ordres mendiants. Ils se propagent en France (appelés à Plessis-lèz-Tours au chevet de Louis XI, atteint par une attaque d'apoplexie), en Espagne et en Allemagne (où ils sont appelés Paulaner et donnent naissance à une bière fameuse). C'est à cette époque qu'ils adoptent un mode de vie cénobitique, abandonnant la vie érémitique. Il se dédient dans les siècles suivants à la prédication et à la pénitence. Après le concile de Trente, ils se vouent aussi aux études (physique, mathématiques, philosophie, etc.) et à la contre-réforme.
Au XVIIe siècle, l'ordre compte 457 couvents, dont 156 en France. Ils sont expulsés et interdits dans de nombreux endroits par les souverains empreints du despotisme éclairé du XVIIIe siècle, puis par différents mouvements socio-politiques du XIXe siècle. Dans les années 1990, ils n'étaient plus que deux cents religieux environ. En 2010, un recensement exhaustif donne le chiffre de cent quatre-vingts religieux répartis en quarante-cinq maisons.
De nouvelles constitutions atténuant la rigueur de la règle originelle sont édictées en 1973 et en 1986, selon les directives de l'après concile Vatican II. Le supérieur général (appelé correcteur général) siège à Rome à l'église Saint-François-de-Paule. C'est aujourd'hui le P. Francesco Marinelli.

## Personnalités de l'ordre

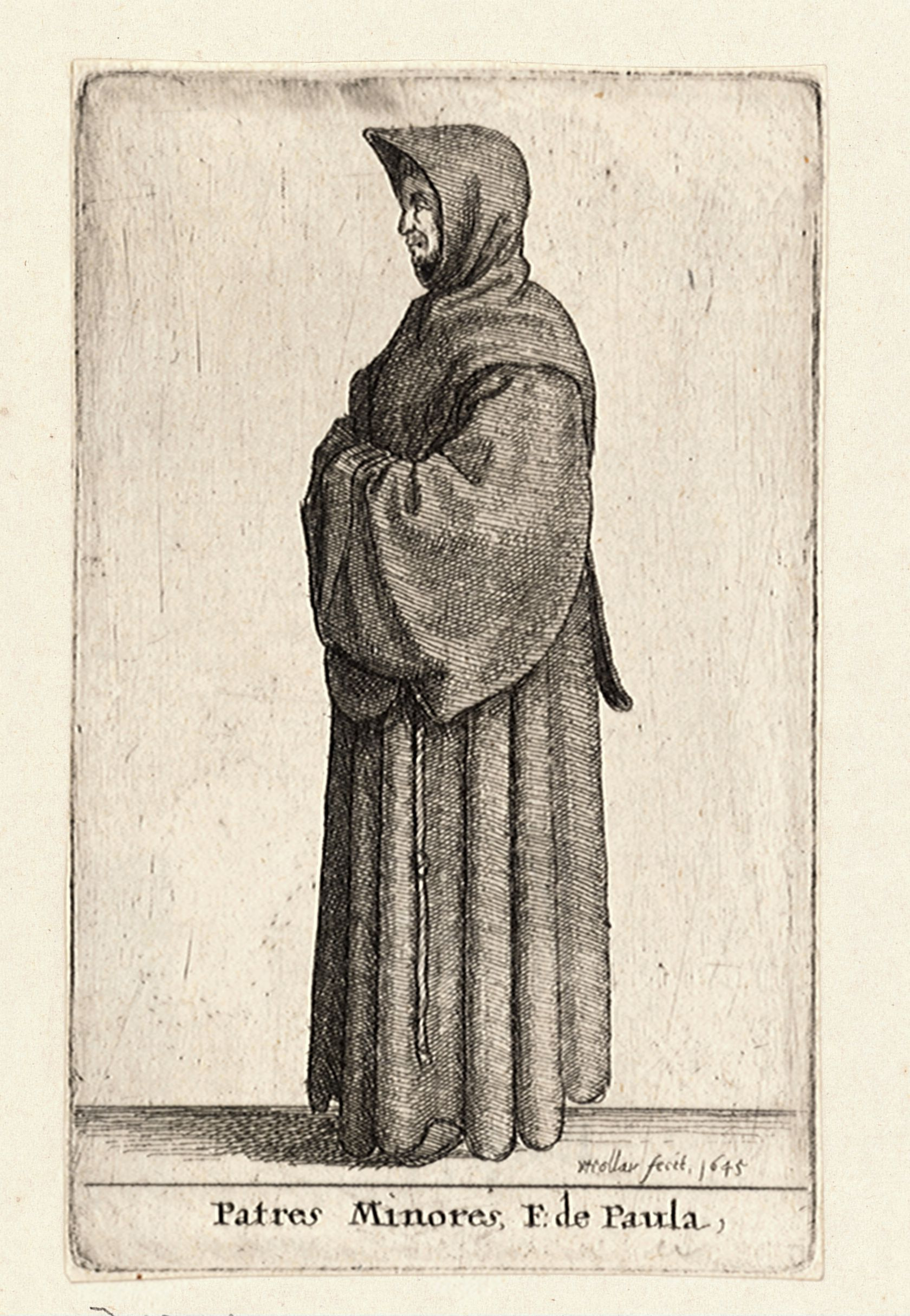
Un frère minime en habit religieux traditionnel.

- François de Paule (1436-1507), fondateur de l'ordre
- Gaspard de Bono (1530-1604)
- Marin Mersenne (1588-1648), mathématicien
- Hilarion de Coste (1595-1661), biographe
- Emmanuel Maignan (1601-1676), théologien et physicien
- Nicolas Barré (1621-1686), fondateur de la Communauté des sœurs de l'Enfant-Jésus
- Charles Plumier (1646-1704), botaniste et naturaliste
- Nicolas Saggio de Longobardi (1650-1709)
- Louis Éconches Feuillée (1660-1732), explorateur, botaniste, géographe et astronome

## Implantations disparues

### En France
Les principales implantations en France :
- à Lyon, en 1553, ordre religieux qui s'installe à Lyon vers 1553 dans la « propriété de Laurent de Corval, située au devant de la croix de Colle ». s'installe aux abords de la place, sur l'emplacement actuel du collège Jean-Moulin dans un ensemble dont le monastère, l'église et le cloître sont vendus comme biens nationaux en 1791 et détruits peu après.
- Marignane : l'édifice du couvent existe toujours rue Lamartine. Dans un codicille du 17 juillet 1658, Jean-Baptiste II Covet, chargeait la part d’Henri Covet de 8.000 livres, affectées à la bâtisse d’un couvent que les Minimes veulent faire à Marignane sous le titre de « Sainte Marie Madeleine ». Celui-ci sera réalisé en 1695 sous Joseph-Gaspard. La communauté disparaitra avec la Révolution.
- à Château-Thierry en 1603, après la Réforme, le comte de Saint-Pol, François d'Orléans-Longueville (1570-1631), attire l'ordre des Minimes au pied de l'église Saint-Crépin. Le couvent sera achevé en 1632 par son épouse qui le dotera afin que les minimes prient pour l'âme du comte. En 1772 le couvent est fermé sur ordre de Monseigneur l'évêque de Soissons pour indiscipline. Aujourd'hui, seules les fondations et les jardins existent du 14 au 20 rue Saint-Crépin ;
- à Abbeville, en juillet 1637, Louis XIII décida, dans l'église du couvent, de consacrer une lampe à perpétuité à la Vierge dans la cathédrale Notre-Dame de Paris ;
- à Amiens ; couvent fondé à la fin du XVe siècle ;
- à Tours ; le couvent de Saint-François-de-Paule fondé en 1483 près du château de Plessis-lèz-Tours et qui est relocalisé au centre même de Tours en 1627 ;
- à Beauregard-l'Évêque dans le Puy-de-Dôme : le couvent des Minimes de Mirabeau ; l'évêque Guillaume Duprat, y installe la communauté à l’époque de la Réforme ;
- au couvent des Minimes de Blaye en Gironde ;
- à Brie-Comte-Robert[5] en Seine-et-Marne ; couvent fondé en 1647 ;
- à Draguignan dans le Var ;
- au couvent des Minimes de Marignane, dans les Bouches-du-Rhône ;
- à Marseille dans les Bouches-du-Rhône ; L'église Saint-Michel est offerte, en 1575, aux Minimes qui y construisent un couvent ;
- à Orléans dans le Loiret ; l'ancienne église conventuelle abrite désormais le service des archives départementales du Loiret ;
- à Rouen en Seine-Maritime ; le couvent, fréquenté par le père Nicolas Barré, fondé en 1602 fut supprimé en 1792. Il abrite depuis 1802 une communauté de Bénédictines de l'Adoration perpétuelle du Très Saint Sacrement au sein du monastère de Marie-Immaculée ;
- à Saint-Chamond dans la Loire, fondé en 1622 ; Le couvent désaffecté à la Révolution est occupé par les frères maristes en 1850. En 1879, la municipalité en fait la mairie de Saint-Chamond ;
- au couvent « de la Plaine » à Saint-Martin-d'Hères en Isère ;
- au couvent des Minimes de Mane-en-Provence, dans les Alpes-de-Haute-Provence, devenu depuis un hôtel et spa 5 étoiles ;
- à Paris, trois couvents :
  - le couvent des Minimes de Nigeon fondé en 1494 qui était situé à Chaillot près de l'emplacement de l'actuelle rue Beethoven ;
  - le couvent des Minimes de Vincennes dans le bois éponyme fondé en 1585 ;
  - le couvent des Minimes de la place Royale, fondé en 1609 par Marie de Médicis dont l'église construite par François Mansart subsiste à l'état de vestige rue des Minimes ;
- à Perpignan, le couvent Sainte-Marie-de-la-Victoire est construit entre 1575 et 1620 dans l'ancien quartier juif de Perpignan. Après la Révolution les bâtiments furent données à l'armée qui la transforma en caserne jusqu'au XXe siècle où la ville de Perpignan en fit l'acquisition ;
- à Lille, l'ancien couvent du XVIIe siècle est désormais un hôtel ;
- à Grenoble, le couvent fondé en 1646, après avoir abrité le Grand Séminaire de Grenoble au XIXe siècle accueille actuellement Les Musiciens du Louvre de Marc Minkowski ;
- à Toulon : les Minimes présents à Toulon en 1602, y construisent un couvent en 1622. En 1794, le couvent est cédé à la Marine. Il sera détruit pendant la Seconde Guerre mondiale ;
- à Amboise ;
- à Nevers ;
- à Aubeterre-sur-Dronne, en Charente, le couvent fondé en 1617, est aujourd'hui une maison de retraite ;
- à Trets, couvent bâti au XVIIe siècle ;
- à Reims, le couvent des Minimes était proche de l'abside de la abbatiale Saint-Remi de Reims ;
- à Compiègne, dans l'Oise, ils occupent l'ancien prieuré Saint-Pierre en 1601. D'où la rue des Minimes dans la ville de nos jours ;
- à Champigny-sur-Veude, cité des ducs de Bourbon-Montpensier ;
- à L’Épine, au diocèse de Châlons-en-Champagne, (Marne) en 1624 ;
- à Vitry-le-François, au diocèse de Châlons-en-Champagne, (Marne) ;
- à Poitiers (Vienne). Créée en 1591, la communauté a donné son nom à la ruelle, nommée « passage des Minimes « (minimi en latin). La devise « Charitas » est encore visible. De nos jours, les locaux abritent des « minimes « , à savoir une école maternelle.
- dans, la bastide royale de Tournay, près de Tarbes.

### En Belgique

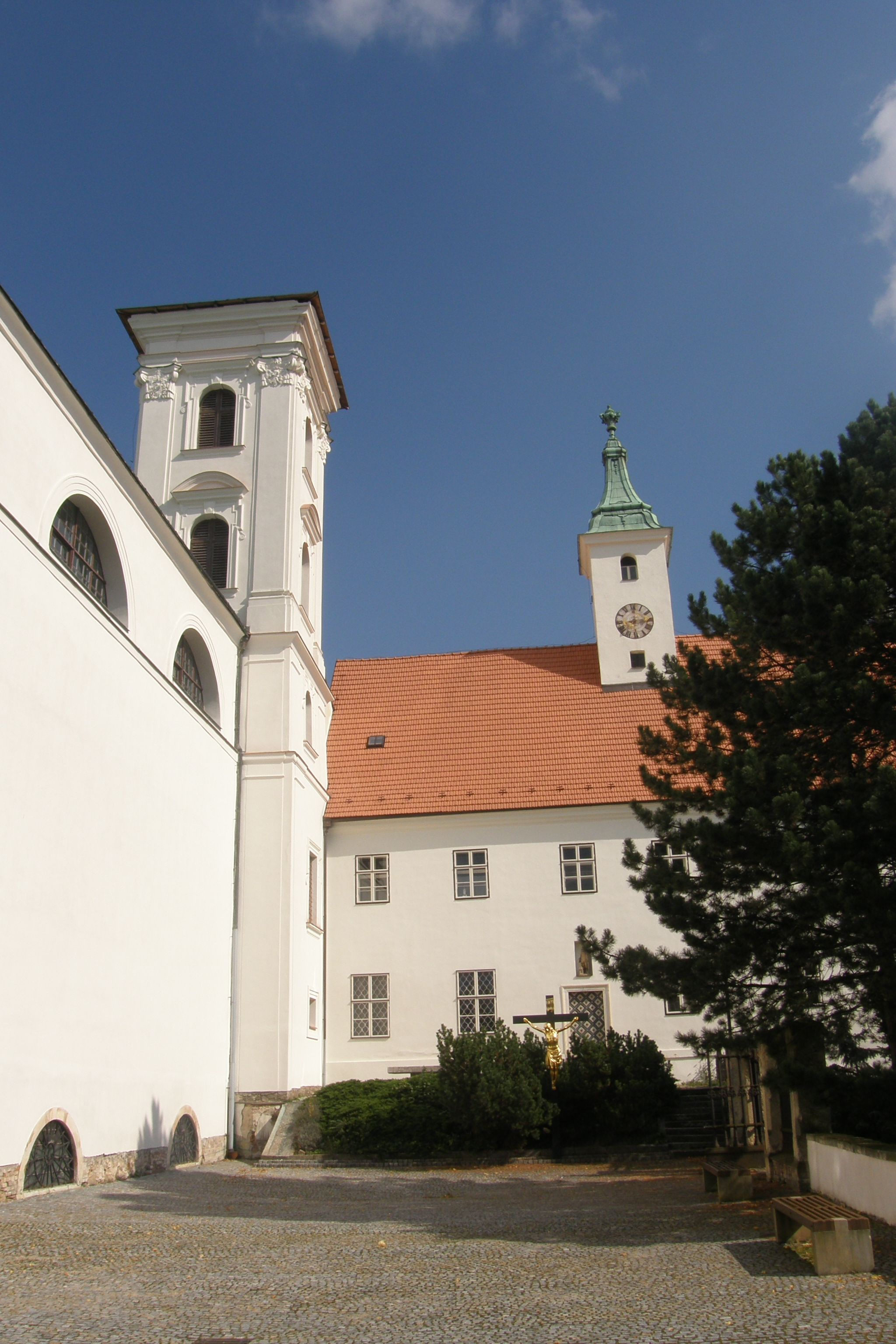
Couvent des Minimes de Vranov en Moravie.

- À Liège au couvent des Minimes.

## Implantations actuelles

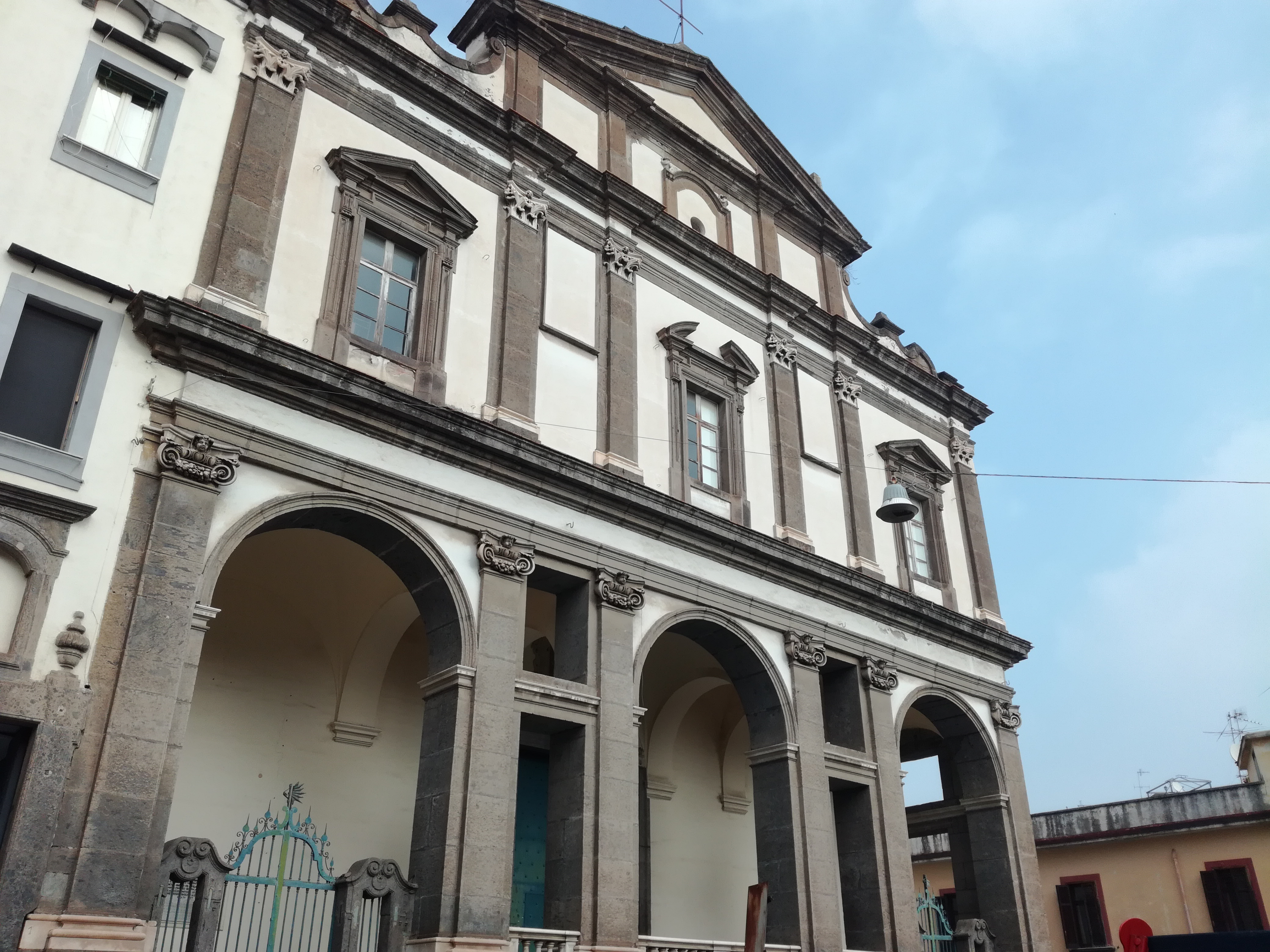
Façade de l'église Santa Maria della Stella de Naples.

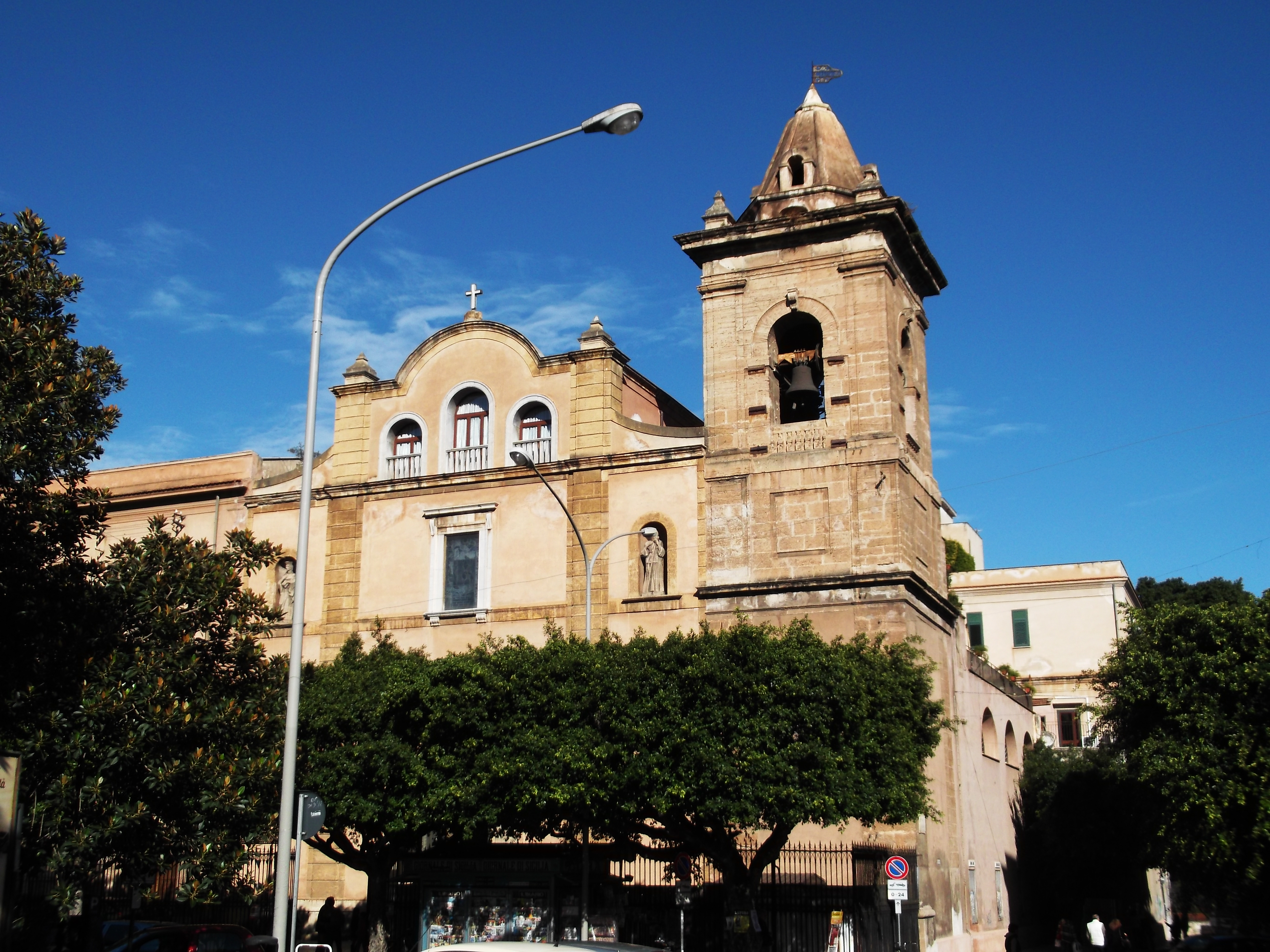
Façade de l'église Saint-François-de-Paule de Palerme, avec son couvent, administrés par les Minimes.

L'ordre est présent aujourd'hui dans dix pays :
- Italie : de nos jours les Minimes sont principalement présents en Italie, d'abord à Rome avec la curie généralice (église Saint-François-de-Paule), un couvent (Basilique Sant'Andrea delle Fratte) et leur collège international. Ils sont aussi présents en Campanie où ils administrent l'église S. Maria della Stella de Naples, la paroisse S. Maria ad Martyres de Salerne et la basilique S. Maria di Pozzano à Castellamare di Stabia et où ils possèdent le couvent de Massalubrense (faubourg de Naples) et le couvent S. Vito de Vico Equense. Dans les Pouilles, les Minimes administrent trois paroisses, une à Bari, une à Tarente et une à Grottaglie. Ils gèrent neuf paroisses en Calabre dont la basilique Saint-François-de-Paule de Paola (Paule), lieu de vie et sanctuaire du saint comprenant un couvent et un collège. L'ordre administre deux paroisses en Sicile (une à Palerme et une à Milazzo). Ils possèdent un couvent à Cagliari en Sardaigne. Enfin ils s'occupent d'une paroisse à Rimini et de deux églises à Gênes.
- Espagne : les frères minimes y ont aujourd'hui trois communautés : une à Madrid (où ils s'occupent de la paroisse Saint-François-de-Paule), un couvent à Barcelone et une communauté à Séville.
- République tchèque : les Frères minimes ont repris à la fin des années 1990 un couvent à Vranov.
- États-Unis : une petite communauté est présente dans une paroisse de Los Angeles.
- Mexique : une petite communauté est présente à Mexico.
- Brésil : deux maisons sont ouvertes, une à Rio de Janeiro et l'autre à Sao Paulo et une antenne à Guarapuava.
- Colombie : l'ordre y possède deux couvents, l'un à Bogota et l'autre à Medellin.
- Cameroun : l'ordre y a ouvert un noviciat pour les Africains francophones.
- République démocratique du Congo : l'ordre y a ouvert une maison de formation à Mokala (diocèse d'Idiofa).
- Inde : l'ordre a ouvert un séminaire au Kerala.